# Else Marie Bukdahl
Else Marie Bukdahl (født 12. juni 1937 i Brørup) er en dansk kunsthistoriker og tidligere rektor for Det Kongelige Danske Kunstakademis Billedkunstskoler. Jørgen K. Bukdahl var hendes bror.
Bukdahl var fransk statsstipendiat, 1960, blev mag.art. i litteraturhistorie fra Aarhus Universitet, 1964, bedrev kunsthistoriske studier ved universiteterne i Lund og Uppsala samt i Rom, 1964-65. Hun var seniorstipendiat, 1972-75 og kandidatstipendiat ved Institut for Litteraturhistorie, Aarhus Universitet, 1965-66 og blev dr.phil. på en afhandling om Denis Diderot fra Københavns Universitet, 1980.
1985-2005 var hun rektor for Kunstakademiet, hvor hun stadig er docent.
Hun er medlem af Det Kongelige Norske Videnskabernes Selskab (2006-), af bestyrelsen for Anna Klindt Sørensens Legat (1987-), af bestyrelsen for Tagea Brandts Rejselegat (1987-), medlem af Det Kongelige Danske Videnskabernes Selskab (1985-), medlem af direktionen, Ny Carlsbergfondet (1985-2006), af bestyrelsen for Ny Carlsberg Glyptotek, 1982-2006), af Det Danske Bibelselskab, Salmebogsudvalget, (1993-2002), af Socièté internationale d'etude du dix-huitième siècle (1984-90), af Danmarks Grundforskningsfond, 1991-99), af Det Etiske Råd (1990-97) og Øresundsrådet (1993-98), af COAST, Foreningen for Kunst, Videnskab og Teknik (1990-92), af Marienborgkredsen (1989-93) og medlem af Kulturfonden (1989-91).
Bukdahl er ridder af 1. grad af Dannebrogordenen (2000), ridder af Dannebrogordenen (1990), modtog N.L. Høyen Medaljen 1995, Tagea Brandts Rejselegat 1986 og har modtaget den udenlandske orden, F.P.A.2. Hun blev udnævnt af den franske kulturminister til Chevalier De L'ordre des Arts et des Lettres, 1999 og Officier de Palmes Academiques, Frankrig.
Hun var gift med nu afdøde professor i teologi, Torben Christensen.